# Sport-Club Wacker 04 Reinickendorf 1974-1975
Questa voce raccoglie le informazioni riguardanti il Sport-Club Wacker 04 Reinickendorf nelle competizioni ufficiali della stagione 1974-1975.

## Stagione
Nella stagione 1974-1975 il Wacker 04 Berlino, allenato da Peter Velhorn, Zeljko Čajkovski e Hans-Joachim Altendorff, concluse il campionato di 2. Bundesliga al 13º posto. In Coppa di Germania il Wacker 04 Berlino fu eliminato al primo turno dal Magonza.

## Rosa
| N. |                     | Ruolo | Calciatore          |
| -- | ------------------- | ----- | ------------------- |
|    | Germania (bandiera) | P     | Peter Scholich      |
|    | Germania (bandiera) | P     | Lutz Schultz        |
|    | Germania (bandiera) | P     | Uwe Todten          |
|    | Germania (bandiera) | D     | Peter Bien          |
|    | Germania (bandiera) | D     | Klaus-Peter Hanisch |
|    | Germania (bandiera) | D     | Wolfgang Hansen     |
|    | Germania (bandiera) | D     | Robert Hemfler      |
|    | Germania (bandiera) | D     | Peter Kronsbein     |
|    | Germania (bandiera) | D     | Ingo Krüger         |
|    | Germania (bandiera) | D     | Bernd Sobeck        |

| N. |                     | Ruolo | Calciatore              |
| -- | ------------------- | ----- | ----------------------- |
|    | Germania (bandiera) | C     | Hans-Joachim Altendorff |
|    | Germania (bandiera) | C     | Manfred Leumann         |
|    | Germania (bandiera) | C     | Rainer Liedtke          |
|    | Germania (bandiera) | C     | Reinhardt Lindner       |
|    | Germania (bandiera) | C     | Hans-Peter Mielke       |
|    | Germania (bandiera) | C     | Michael Müller          |
|    | Germania (bandiera) | A     | Rainer Fischer          |
|    | Germania (bandiera) | A     | Norbert Ivangean        |
|    | Germania (bandiera) | A     | Wolfgang John           |
|    | Germania (bandiera) | A     | Horst Lunenburg         |

## Organigramma societario
Area tecnica
- Allenatore: Zeljko Čajkovski
- Allenatore in seconda:
- Preparatore dei portieri:
- Preparatori atletici:

## Calciomercato

### Sessione estiva
| Acquisti | Acquisti            | Acquisti       | Acquisti |
| R.       | Nome                | da             | Modalità |
| -------- | ------------------- | -------------- | -------- |
| D        | Klaus-Peter Hanisch | Hertha Berlino |          |
| A        | Norbert Ivangean    | Bayern Monaco  |          |
| P        | Helmut Pabst        | Schalke 04     |          |

| Cessioni | Cessioni         | Cessioni        | Cessioni |
| R.       | Nome             | a               | Modalità |
| -------- | ---------------- | --------------- | -------- |
| P        | Helmut Pabst     | Fortuna Colonia |          |
| C        | Manfred Schwarze | Spandauer       |          |

### Sessione invernale
| Acquisti | Acquisti | Acquisti | Acquisti |
| R.       | Nome     | da       | Modalità |
| -------- | -------- | -------- | -------- |

| Cessioni | Cessioni | Cessioni | Cessioni |
| R.       | Nome     | a        | Modalità |
| -------- | -------- | -------- | -------- |

## Risultati

### 2. Bundesliga

#### Girone di andata
| Arbitro: | Oltmann |

|             |           |                |
| Hanisch 59’ | Marcatori | 83’ Scheermann |

| Arbitro: | Basedow |

|                |           |               |
| Milasincic 82’ | Marcatori | 54’ Lunenburg |

| Arbitro: | Schütte |

|                      |           |            |
| John 23’ Lindner 71’ | Marcatori | 46’ Schock |

| Arbitro: | Lüling |

|                                   |           |                |
| Krause 37’ Kemmer 56’ Borutta 71’ | Marcatori | 90’ Altendorff |

| Arbitro: | Roth |

|  |           |                 |
|  | Marcatori | 24’ Koschmieder |

| Arbitro: | Jensen |

|                        |           |          |
| Rosellen 57’ Lasch 81’ | Marcatori | 43’ John |

| Arbitro: | Lutz |

|            |           |  |
| Hansen 37’ | Marcatori |  |

| Arbitro: | Rögner |

|            |           |                          |
| Wenzel 73’ | Marcatori | 7’ Lindner 12’ Lunenburg |

| Arbitro: | Overberg |

|                                |           |  |
| Lunenburg 18’ Lindner 51’, 58’ | Marcatori |  |

| Arbitro: | Stäglich |

|                           |           |               |
| Trimhold 49’ Fritsche 84’ | Marcatori | 16’ Lunenburg |

| Arbitro: | Roth |

|                     |           |                      |
| John 4’, 36’ (rig.) | Marcatori | 22’ Sikora 39’ Zedel |

| Arbitro: | Bartnick |

|                                  |           |  |
| Falter 70’ (rig.), 90’ Wloka 77’ | Marcatori |  |

| Arbitro: | Basedow |

|             |           |  |
| Hartung 87’ | Marcatori |  |

| Arbitro: | Redelfs |

|                                                   |           |                                 |
| Lindner 27’ (rig.) John 33’, 61’, 70’ Liedtke 60’ | Marcatori | 7’ Lienen 16’ (rig.), 73’ Graul |

| Arbitro: | Lutz |

|                                                                  |           |  |
| Kasperski 11’, 89’ Dahl 17’, 59’ Stegmayer 61’ Wehmeyer 72’, 82’ | Marcatori |  |

| Arbitro: | Hanschke |

|                                         |           |                        |
| Leumann 35’ John 59’, 64’ Lunenburg 66’ | Marcatori | 74’ Wesseler 85’ Neues |

| Arbitro: | Boe |

|                       |           |                           |
| Dreyer 7’ Eglitis 60’ | Marcatori | 37’ Liedtke 67’ Lunenburg |

| Arbitro: | Gabriel |

|                      |           |  |
| John 14’ Hanisch 62’ | Marcatori |  |

| Arbitro: | Kaiser |

|                     |           |  |
| Wolf 49’ Segler 83’ | Marcatori |  |

#### Girone di ritorno
| Arbitro: | Gabriel |

|                                 |           |  |
| Wilbertz 65’ (rig.) Neufeld 77’ | Marcatori |  |

| Arbitro: | Jensen |

|          |           |                                                |
| John 70’ | Marcatori | 17’ Deterding 24’ Moors 27’ Blau 77’ Karbowiak |

| Arbitro: | Hoppe |

|           |           |             |
| Lazar 64’ | Marcatori | 70’ Fischer |

| Arbitro: | Picker |

|                                               |           |                      |
| John 37’ (rig.), 59’ Mielke 47’ Lunenburg 79’ | Marcatori | 1’ Winter 45’ Krause |

| Arbitro: | Boe |

|                                      |           |                      |
| Koschmieder 50’ (rig.) Friedrich 87’ | Marcatori | 57’ Lindner 70’ John |

| Arbitro: | Oltmann |

|                                              |           |                                     |
| Liedtke 51’ Hippler 55’ (aut.) Lunenburg 78’ | Marcatori | 10’ Hammes 35’ Rosellen 85’ Kobluhn |

| Arbitro: | Rögner |

|                                                 |           |            |
| Rudloff 2’ Rummenigge 42’ Roggensack 68’ (rig.) | Marcatori | 8’ Liedtke |

| Arbitro: | Fork |

|             |           |                 |
| Hanisch 35’ | Marcatori | 40’, 59’ Höfert |

| Arbitro: | Roth |

|                       |           |             |
| Gummlich 50’ Götz 77’ | Marcatori | 72’ Fischer |

| Arbitro: | Gremmler |

|          |           |  |
| John 79’ | Marcatori |  |

| Arbitro: | Schön |

|             |           |  |
| Luttrop 85’ | Marcatori |  |

| Arbitro: | Hanschke |

|  |           |                      |
|  | Marcatori | 13’ Funkel 54’ Wloka |

| Arbitro: | Risse |

|             |           |                          |
| Lindner 55’ | Marcatori | 53’ Wolf 78’ Plaggemeyer |

| Arbitro: | Redelfs |

|                                 |           |  |
| Graul 34’ Hey 40’ Schilling 59’ | Marcatori |  |

| Arbitro: | Hilker |

|          |           |  |
| John 50’ | Marcatori |  |

| Arbitro: | Weyland |

|                       |           |  |
| Glock 4’ Campbell 49’ | Marcatori |  |

| Arbitro: | Zittrich |

|                           |           |             |
| Fischer 28’ John 32’, 75’ | Marcatori | 73’ Eglitis |

| Arbitro: | Overberg |

|               |           |                             |
| Kucharski 88’ | Marcatori | 68’, 87’ Lunenburg 83’ John |

| Arbitro: | Leyding |

|                                |           |          |
| Liedtke 10’ Lunenburg 37’, 67’ | Marcatori | 39’ Wolf |

### Coppa di Germania
| Arbitro: | Kindervater |

|  |           |                        |
|  | Marcatori | 101’ (aut.) Altendorff |

## Statistiche

### Statistiche di squadra
| Competizione      | Punti | In casa | In casa | In casa | In casa | In casa | In casa | In trasferta | In trasferta | In trasferta | In trasferta | In trasferta | In trasferta | Totale | Totale | Totale | Totale | Totale | Totale | DR  |
| Competizione      | Punti | G       | V       | N       | P       | Gf      | Gs      | G            | V            | N            | P            | Gf           | Gs           | G      | V      | N      | P      | Gf     | Gs     | DR  |
| ----------------- | ----- | ------- | ------- | ------- | ------- | ------- | ------- | ------------ | ------------ | ------------ | ------------ | ------------ | ------------ | ------ | ------ | ------ | ------ | ------ | ------ | --- |
| 2. Bundesliga     | 33    | 19      | 11      | 3       | 5       | 38      | 27      | 19           | 2            | 4            | 13           | 16           | 41           | 38     | 13     | 7      | 18     | 54     | 68     | -14 |
| Coppa di Germania | -     | 1       | 0       | 0       | 1       | 0       | 1       | 0            | 0            | 0            | 0            | 0            | 0            | 1      | 0      | 0      | 1      | 0      | 1      | -1  |
| Totale            | 33    | 20      | 11      | 3       | 6       | 38      | 28      | 19           | 2            | 4            | 13           | 16           | 41           | 39     | 13     | 7      | 19     | 54     | 69     | -15 |

### Andamento in campionato
| Giornata  | 1 | 2  | 3 | 4  | 5  | 6  | 7  | 8  | 9 | 10 | 11 | 12 | 13 | 14 | 15 | 16 | 17 | 18 | 19 | 20 | 21 | 22 | 23 | 24 | 25 | 26 | 27 | 28 | 29 | 30 | 31 | 32 | 33 | 34 | 35 | 36 | 37 | 38 |
| --------- | - | -- | - | -- | -- | -- | -- | -- | - | -- | -- | -- | -- | -- | -- | -- | -- | -- | -- | -- | -- | -- | -- | -- | -- | -- | -- | -- | -- | -- | -- | -- | -- | -- | -- | -- | -- | -- |
| Luogo     | C | T  | C | T  | C  | T  | C  | T  | C | T  | C  | T  | T  | C  | T  | C  | T  | C  | T  | T  | C  | T  | C  | T  | C  | T  | C  | T  | C  | T  | C  | C  | T  | C  | T  | C  | T  | C  |
| Risultato | N | N  | V | P  | P  | P  | V  | V  | V | P  | N  | P  | P  | V  | P  | V  | N  | V  | P  | P  | P  | N  | V  | N  | N  | P  | P  | P  | V  | P  | P  | P  | P  | V  | P  | V  | V  | V  |
| Posizione | 8 | 12 | 7 | 10 | 12 | 16 | 10 | 10 | 7 | 9  | 9  | 10 | 12 | 10 | 12 | 12 | 11 | 9  | 11 | 13 | 13 | 15 | 11 | 11 | 13 | 14 | 15 | 15 | 13 | 13 | 15 | 16 | 16 | 15 | 16 | 15 | 14 | 13 |

Legenda:

Luogo: C = Casa; T = Trasferta. Risultato: V = Vittoria; N = Pareggio; P = Sconfitta.

### Statistiche dei giocatori
| Giocatore     | 2. Bundesliga | 2. Bundesliga | 2. Bundesliga | 2. Bundesliga | Coppa di Germania | Coppa di Germania | Coppa di Germania | Coppa di Germania | Totale   | Totale | Totale      | Totale     |
| Giocatore     | Presenze      | Reti          | Ammonizioni   | Espulsioni    | Presenze          | Reti              | Ammonizioni       | Espulsioni        | Presenze | Reti   | Ammonizioni | Espulsioni |
| ------------- | ------------- | ------------- | ------------- | ------------- | ----------------- | ----------------- | ----------------- | ----------------- | -------- | ------ | ----------- | ---------- |
| H. Altendorff | 16            | 1             | 3             | 0             | 1                 | 0                 | 0                 | 0                 | 17       | 1      | 3           | 0          |
| P. Bien       | 37            | 0             | 3             | 0             | 1                 | 0                 | 0                 | 0                 | 38       | 0      | 3           | 0          |
| R. Fischer    | 20            | 3             | 2             | 0             | 0                 | 0                 | 0                 | 0                 | 20       | 3      | 2           | 0          |
| K. Hanisch    | 37            | 3             | 0             | 0             | 1                 | 0                 | 0                 | 0                 | 38       | 3      | 0           | 0          |
| W. Hansen     | 24            | 1             | 1             | 0             | 1                 | 0                 | 0                 | 0                 | 25       | 1      | 1           | 0          |
| R. Hemfler    | 33            | 0             | 5             | 0             | 1                 | 0                 | 0                 | 0                 | 34       | 0      | 5           | 0          |
| N. Ivangean   | 17            | 0             | 1             | 0             | 1                 | 0                 | 0                 | 0                 | 18       | 0      | 1           | 0          |
| W. John       | 34            | 19            | 3             | 0             | 1                 | 0                 | 0                 | 0                 | 35       | 19     | 3           | 0          |
| P. Kronsbein  | 0             | 0             | 0             | 0             | 0                 | 0                 | 0                 | 0                 | 0        | 0      | 0           | 0          |
| I. Krüger     | 5             | 0             | 0             | 0             | 1                 | 0                 | 0                 | 0                 | 6        | 0      | 0           | 0          |
| M. Leumann    | 14            | 1             | 0             | 0             | 0                 | 0                 | 0                 | 0                 | 14       | 1      | 0           | 0          |
| R. Liedtke    | 32            | 5             | 2             | 1             | 1                 | 0                 | 1                 | 0                 | 33       | 5      | 3           | 1          |
| R. Lindner    | 34            | 7             | 4             | 1             | 1                 | 0                 | 0                 | 0                 | 35       | 7      | 4           | 1          |
| H. Lunenburg  | 35            | 12            | 5             | 0             | 1                 | 0                 | 0                 | 0                 | 36       | 12     | 5           | 0          |
| H. Mielke     | 18            | 1             | 1             | 0             | 0                 | 0                 | 0                 | 0                 | 18       | 1      | 1           | 0          |
| M. Müller     | 36            | 0             | 4             | 1             | 1                 | 0                 | 0                 | 0                 | 37       | 0      | 4           | 1          |
| H. Pabst      | 10            | 0             | 0             | 0             | 1                 | 0                 | 0                 | 0                 | 11       | 0      | 0           | 0          |
| P. Scholich   | 23            | 0             | 0             | 0             | 0                 | 0                 | 0                 | 0                 | 23       | 0      | 0           | 0          |
| L. Schultz    | 1             | 0             | 0             | 0             | 0                 | 0                 | 0                 | 0                 | 1        | 0      | 0           | 0          |
| B. Sobeck     | 31            | 0             | 6             | 0             | 0                 | 0                 | 0                 | 0                 | 31       | 0      | 6           | 0          |
| U. Todten     | 4             | 0             | 0             | 0             | 0                 | 0                 | 0                 | 0                 | 4        | 0      | 0           | 0          |